# Lindsay Price
Lindsay Jaylyn Price (ur. 6 grudnia 1976 w Arcadii) – amerykańska aktorka telewizyjna.

## Życiorys
Jej matka jest Koreanką, a ojciec ma pochodzenie niemiecko-irlandzko-amerykańskie.

## Życie prywatne
31 lipca 2004 poślubiła Shawna Pillera, twórcę serialu telewizyjnego Martwa strefa (The Dead Zone). Rozwiodła się z nim w 2007. 6 listopada 2011 urodziła syna Hudsona ze związku ze znanym australijskim kucharzem Curtisem Stone’em.

## Kariera
Znana jest przede wszystkim z ról w amerykańskich operach mydlanych i serialach telewizyjnych, takich jak Beverly Hills, 90210 (jako Janet Sosna-Sanders), Moda na sukces oraz Wszystkie moje dzieci. W latach 2008–2009 występowała jako Victory Ford w serialu Szminka w wielkim mieście, produkowanym przez telewizję NBC.

## Filmografia
- 2013: Hawaii 5.0 (Hawaii Five-0) jako Leilani
- 2012: Dwóch i pół (Two and a Half Men) jako Whitney
- 2012: Sleeping Dogs jako Peggy Li (gra komputerowa; głos)
- 2011: Miłość w wielkim mieście (Love Bites) jako Liz
- 2011: CSI: Kryminalne zagadki Nowego Jorku (CSI: NY) jako Kate Price
- 2010: Who Gets the Parents jako Brenda
- 2009–2010: Eastwick jako Joanna Frankel
- 2009: Lonely Street jako Felicia Quattlebaum
- 2008–2009: Szminka w wielkim mieście (Lipstick Jungle) jako Victory Ford
- 2008: Letni dom (Secrets of the Summer House) jako Nikki Wickersham
- 2008: Elevator People Bring You Up When You're Feeling Down jako Gwen
- 2007: Cosmic Radio jako ona sama
- 2007: Jak poznałem waszą matkę (How I Met Your Mother) jako Cathy
- 2006: Pepper Dennis jako Kimmy Kim
- 2005: Kill grill (Kitchen Confidential) jako Audrey (gościnnie)
- 2005: Zatrute źródło (Waterborne) jako Jasmine
- 2004, 2005: Agenci NCIS (NCIS: Naval Criminal Investigative Service) jako porucznik Pam Kim (gościnnie)
- 2004: Las Vegas jako Mia Duncan (gościnnie)
- 2004: The Mountain jako Vanessa
- 2004: Zabójczy kurort (Club Dread) jako Yu
- 2003: Para za parą (Coupling) jako Jane Honda
- 2002: Martwa strefa (The Dead Zone) jako Sharon Weizak (gościnnie)
- 2001–2003: Jak pan może, panie doktorze? (Becker) jako Amanda (gościnnie)
- 2001: Heart Department jako Juliet Lee
- 2001: CSI: Kryminalne zagadki Las Vegas (CSI: Crime Scene Investigation) jako Kim Marita (gościnnie)
- 2001: Bilet w jedną stronę (No Turning Back) jako Soid
- 2001: Jack i Jill (Jack & Jill) jako Emily Cantor (gościnnie)
- 1998–2000: Beverly Hills, 90210 jako Janet Sosna/Sanders
- 1999: Taking the Plunge
- 1999: The Big Split jako przyjaciółka Tracy
- 1998: C-16: FBI jako Rita (gościnnie)
- 1998: Frasier jako Sharon
- 1998: Hundred Percent jako Cleveland
- 1997: Jesus Rides Shotgun jako piwna dziewczyna
- 1997: Head Over Heels
- 1995–1997: Moda na sukces (The Bold and the Beautiful) jako Michael Lai
- 1996: Maybe This Time jako Veronica (gościnnie)
- 1995: Angus jako dziewczyna
- 1994: Dni naszego życia (Days of Our Lives) jako Mary
- 1994: ABC Afterschool Special jako Laurie
- 1993: Chłopiec poznaje świat (Boy Meets World) jako Linda
- 1992–1993: Wszystkie moje dzieci (All My Children) jako An Li Chen Bodine
- 1991: Parker Lewis (Parker Lewis Can’t Lose) jako Cheyenne Thomas (gościnnie)
- 1991: Dzień za dniem (Life goes on) jako studentka aktorstwa (gościnnie)
- 1991: Plymouth jako April Mathewson
- 1989: Cudowne lata (The Wonder Years) jako Lori (gościnnie)
- 1989: Family Medical Center jako Alana Yu
- 1988: Purpurowy pożeracz ludzi (Purple People Eater) jako Kory Kamimoto
- 1988: A Place at the Table jako studentka
- 1987: My Two Dads jako Annie (gościnnie)
- 1986: Newhart jako dziewczyna (gościnnie)
- 1986: Hotel jako Kim Lan (gościnnie)
- 1985: Airwolf jako dziecko (gościnnie)
- 1984: Finder of Lost Loves jako Lan (gościnnie)